# Iliad Italia
Iliad Italia (Іліад Італія) — велика італійська телекомунікаційна компанія. Штаб-квартира знаходиться в Мілані.
У березня 2022 року, коли активно працює 8,82 мільйон ліній, це четвертий оператор мобільного зв'язку в Італії після Wind Tre, TIM та Vodafone Italia.